# Angels (cântec de Within Temptation)
Stand My Ground este cel de-al treilea single extras de pe albumul The Silent Force de către formația olandeză de rock simfonic, Within Temptation. Acesta a obținut poziția cu numărul 11 în topurile din Olanda.

## Poziții ocupate în topuri
| Topul (2006)          | Maximul |
| --------------------- | ------- |
| Dutch Singles Chart   | 11      |
| Finland Singles Chart | 9       |
| Germany Singles Chart | 25      |
| Belgium Singles Chart | 41      |
| Austria Singles Chart | 50      |